# John Belchem
John Belchem (* 30. Mai 1948) ist ein emeritierter britischer Professor, dessen Arbeit zum popular radicalism in Großbritannien des 19. Jahrhunderts, die irische Migration, die Isle of Man und die moderne Geschichte umfasst. Er hat ein besonderes Interesse an der Geschichte Liverpools. Er wurde 1987 zum Fellow der Royal Historical Society ernannt und ist Fellow der Royal Society of Arts.

## Leben und akademische Karriere
Belchem diente als Leiter der Schule für Geschichte, Dekan der Kunstfakultät und Prodekan der Universität Liverpool. Gegenwärtig ist er Vizepräsident der Gesellschaft für das Studium der Arbeitergeschichte.
Belchems Arbeit über Henry Hunt aus dem Jahr 1985 leistete einen wichtigen Beitrag zum Verständnis „politischer Strategien progressiver Bewegungen im Großbritannien des 19. Jahrhunderts.“ Industrialization and the Working Class (1990) wurde als „klarer und weitreichender Überblick über neuere Arbeiten über Arbeiterbewegungen und ihren Kontext“ angesehen. Popular Radicalism in Nineteenth-Century Britain (1996) wurde als ein „hervorragendes Werk“ und ein „wertvoller Leitfaden“ für die Literatur über den Chartismus und die Ursprünge der Labour Party rezensiert. Merseypride (2000), eine Sammlung von Essays über die Geschichte Liverpools, gilt als ein „wertvolles Werk... von gleichbleibend hohem Niveau“. Sein Buch Irish, Catholic and Scouse (2007) wurde als „entscheidender Beitrag zur Geschichtsschreibung der Iren in Großbritannien“ bezeichnet.

## Sonstiges Engagement
Belchem arbeitete an der erfolgreichen Bewerbung Liverpools um den Status als UNESCO-Weltkulturerbe im Jahr 2004. Im Jahr 2017 wurde er in die Task Force des Bürgermeisters von Liverpool berufen, die die Bemühungen unterstützte, die sicherstellten, dass der Status der Stadt bei der Überprüfung durch die UNESCO im Jahr 2018 nicht verloren ging.
Er war ein Berater bei Mike Leighs Film Peterloo 2018.

## Ausgewählte Werke
- "Orator" Hunt: Henry Hunt and English Working-Class Radicalism. Oxford University Press, New York, NY 1985 (englisch).
- Class, Party, and the Political System in Britain, 1867–1914. Basil Blackwell, Oxford, England 1990 (englisch).
- Industrialization and the Working Class: The English Experience, 1750–1900. Gower Publishing, Brookfield, VT 1990 (englisch).
- Popular Radicalism in Nineteenth-Century Britain. St. Martin's, New York, NY 1996 (englisch).
- Merseypride: Essays in Liverpool Exceptionalism. Liverpool University Press, Liverpool, England 2000, ISBN 978-0-85323-715-0 (englisch).
- Irish, Catholic and Scouse: The History of the Liverpool-Irish, 1800–1939. Liverpool University Press, Liverpool, England 2007, ISBN 978-1-84631-107-9 (englisch).
- Before the Windrush: Race Relations in Twentieth-century Liverpool. Oxford University Press, Oxford, England 2014, ISBN 978-1-84631-967-9 (englisch).
- John Belchem, Richard Price: Diccionario Akal de Historia del siglo XIX. 2007, ISBN 978-84-460-1848-3 (spanisch, akal.com).